# Maserati MCXtrema
La Maserati MCXtrema (nota inizialmente come Project24) è un'autovettura sportiva prodotta dalla casa automobilistica Italiana Maserati dal 2023, concepita esclusivamente per l'utilizzo in pista e non omologata per la circolazione su strada, basata sul pianale della Maserati MC20.

## Contesto
Nella sigla "MCXtrema", "MC" fa riferimento a "Maserati Corse" (la divisione sportiva Maserati) mentre "Xtrema" sottolinea il design e il carattere aggressivo dell'auto. È stata presentata al pubblico il 18 agosto 2023 alla Monterey Car Week dopo numerosi teaser pubblicati sui canali social della casa del tridente, dove inizialmente veniva nominata con l'appellativo Project 24.

## Descrizione

### Meccanica
La vettura è spinta dal V6 Nettuno da 3,0 litri con bancate a 90° con lubrificazione a carter secco, dotato di una precamera di combustione di derivazione Formula 1, basato su quello della MC20. Il motore è alimentato da due turbocompressori e da un sistema a iniezione diretta e indiretta del carburante a 350 bar attraverso due iniettori per cilindro. L'alesaggio è di 88 mm e la corsa è di 82 mm. La potenza raggiunta è di 740 CV a 7500 giri/min, mentre la coppia è di 730 N·m disponibile a 3000 giri/min e viene montato in posizione centrale posteriore. 

### Telaio
Il telaio è una monoscocca in fibra di carbonio ed è dotato di un roll cage omologato secondo le normative FIA. Il cambio è sequenziale da corsa a 6 rapporti con comandi al volante ed è derivato dal motorsport e le sospensioni hanno un assale a doppio braccio oscillate e sono regolabili in altezza, mentre l'impianto frenante è fornito da Brembo. I cerchi sono in alluminio forgiato da 18″ e sono abbinati a degli pneumatici Pirelli P Zero da competizione. Il peso secco è di 1250 kg, il che significa che è più leggera di oltre 250 kg rispetto all'MC20 da cui deriva. 

### Design
La carrozzeria è stata realizzata dalla Maserati Corse con l'appoggio del Centro stile Maserati capitanato da Klaus Busse. La carrozzeria è stata completamente rivista rispetto a quella della MC20, ed è studiata per ottenere la migliore efficienza aerodinamica possibile, grazie ad elementi appositamente realizzati in fibra di carbonio, come un alettone posteriore regolabile, uno splitter anteriore e un ampio diffusore nel retro. Al posteriore l'auto è caratterizzata da 3 strisce LED per lato che ricordano la forma di un tridente e in mezzo ad esse si trova l'impianto di scarico, posizionato centralmente. Le linee della MCXtrema rimandano a quelle della Maserati MC12 e ci sono alcuni dettagli che si rifanno al passato della casa modenese, come i passaruota anteriori rialzati che ricordano quelli della Maserati Tipo 61 "birdcage" del 1961.
All'interno è caratterizzata da un vasto uso di materiali tecnici come la fibra di carbonio e l'alcantara ed è equipaggiata con un volante da corsa con al suo interno un display da 5 pollici.